# Jean-Louis Prax
Jean-Louis Prax (født 1786, død 1877) var en fransk general og mangeårig borgmester i Reilhac i departementet Cantal.